# Takeda Pharmaceutical Company
A Takeda Pharmaceutical Company é uma companhia farmacêutica do Japão fundada em 1781 por Chobei Takeda em Chuo-ku, Osaka.
Em 2011 anunciou a compra Nycomed por 9,6 bilhões de euros,  sua rival suíça, num dos maiores negócios das empresas japonesas.
A empresa está focada em distúrbios metabólicos, gastroenterologia, neurologia, inflamação e oncologia por meio de sua subsidiária independente, a Takeda Oncology.

## História
A Takeda Pharmaceuticals foi fundada em 12 de junho de 1781 e incorporada em 29 de janeiro de 1925.
Em 1781, Choubee Takeda com 32 anos, fundou Takeda Pharmaceuticals com vendas de medicamentos tradicionais japoneses e chineses em Osaka,  Japão, e entrou no mercado farmacêutico americano. A sua pequena loja comprava medicamentos de atacadistas, que depois dividia em pequenos lotes e vendia a comerciantes de medicamentos locais e médicos. Isto era o começo da atual Takeda Pharmaceutical Company Limited.
Um dos principais medicamentos da empresa é o Actos (pioglitazona), um composto da classe dos tiazolidinedionos usados no tratamento do diabetes tipo 2. Lançado em 1999, o Actos se tornou o medicamento para diabetes mais vendido no mundo, com US$ 4 bilhões em vendas durante o ano fiscal de 2008.
Em fevereiro de 2005, a Takeda anunciou a aquisição da Syrrx, com sede em San Diego, Califórnia, empresa especializada em cristalografia de raios X de alta produtividade, por US$ 270 milhões.
Em fevereiro de 2008, a Takeda adquiriu as operações japonesas da Amgen e os direitos de uma dúzia de candidatos a dutos da empresa de biotecnologia da Califórnia para o mercado japonês. Em março de 2008, a Takeda e a Abbott Laboratories anunciaram planos para concluir sua Empreendimento conjunto de 30 anos, a Takeda Pharmaceuticals, que teve mais de US$ 3 bilhões em vendas no último ano. A divisão resultou na aquisição da Abbott pelos direitos norte-americanos da Lupron e da equipe de suporte da droga. Por outro lado, a Takeda recebeu direitos dos candidatos à Prevacid e à Takeda. A medida também aumentou o número de funcionários da Takeda em 3.000 funcionários.
Em 19 de maio de 2011, Takeda Pharmaceutical e Nycomed anunciou que Takeda iria adquirir Nycomed por € 9,6 bilhões. A aquisição foi concluída em 30 de setembro de 2011.
Em 11 de abril de 2012, a Takeda Pharmaceutical e a URL Pharma anunciaram que a Takeda adquiriria a URL Pharma, então administrada pelo filho do fundador Richard Roberts , por US $ 800 milhões. A aquisição foi concluída em 4 de junho de 2012.  Em 25 de maio de 2012, a Takeda anunciou a compra da empresa farmacêutica brasileira Multilab em R$ 540 milhões.
Em 2015, a Takeda vendeu seu negócio de medicamentos respiratórios para a AstraZeneca sueco-britânica por US$ 575 milhões (cerca de 383 milhões de libras), um acordo que incluiu roflumilaste e ciclesonida. Em 20 de novembro de 2015, a US Food and Drug Administration aprovou o Ixazomib desenvolvido pela Takeda para uso em combinação com lenalidomida e dexametasona para o tratamento de mieloma múltiplo após pelo menos uma terapia anterior.
Em 2 de dezembro de 2016, a empresa transformou sua divisão de pesquisa em neurociência na Cerevance, umEmpreendimento conjunto com a Lightstone Ventures.
Em janeiro de 2017, a Takeda anunciou a aquisição da Ariad Pharmaceuticals por US$ 5,2 bilhões, expandindo as divisões de oncologia e hematologia da empresa. A aquisição da Ariad foi encerrada em 16 de fevereiro de 2017.
No início de janeiro de 2018, a empresa anunciou que iria adquirir o desenvolvedor de terapia com células-tronco, TiGenix, por até € 520 milhões (US$ 632 milhões).
Em janeiro de 2019, a Takeda concluiu a aquisição da Shire por mais de US$ 50 bilhões.
Em outubro de 2019, a Takeda anunciou que venderá um portfólio de medicamentos de venda livre e prescritos no Oriente Médio e na África para a empresa farmacêutica suíça Acino International por mais de US$ 200 milhões.
Em março de 2023 aprovou a vacina Qdenga, a primeira vacina contra a dengue para uso de pessoas que nunca tiveram a doença. A vacina tem eficácia superior a 80%.

## Locais
A Takeda opera duas bases principais no  Japão em Osaka e Tóquio. Sua subsidiária nos  Estados Unidos está sediada em Cambridge, Massachusetts , e todas as Operações Globais fora do Japão e EUA estão baseadas em Opfikon (Zurique), Suíça. A empresa mantém locais de pesquisa e desenvolvimento no Japão, Estados Unidos, Reino Unido e Singapura, com instalações de fabricação em todo o mundo.

## Marcas
- Actos (pioglitazona) - Diabetes tipo 2
- Amitiza (lubiprostona) - Constipação
- Basen (voglibose) - Diabetes tipo 2
- Blopress (candesartana) - Hipertensão
- Enbrel (etanercept) - Doenças inflamatórias (Japan)
- Kapidex (dexlansoprazol) - Refluxo
- Lupron/Leuplin (leuprorelina) - Endometriose e câncer de próstata
- Prevacid/Takepron (lansoprazole) - Refluxo
- Rozerem (ramelteon) - Insônia
- Uloric (febuxostat) - Gota
- Velcade (bortezomibe) - Mieloma múltiplo (Millennium Pharmaceuticals)

## Ações Judiciais
Em abril de 2015, a Takeda concordou em pagar um acordo de US$ 2,37 bilhões a cerca de 9.000 pessoas que apresentaram alegações de que a pioglitazona era responsável por causar câncer de bexiga. Em 2014, um demandante recebeu US$ 9 bilhões em danos punitivos depois que um tribunal federal descobriu que a Takeda ocultava os riscos de câncer de seus remédios para diabetes, mas o montante foi posteriormente reduzido para US$ 26 milhões por um juiz que considerou a acusação excessiva.